# Sherwood (condado de Clark, Wisconsin)
Sherwood es un pueblo ubicado en el condado de Clark en el estado estadounidense de Wisconsin. En el Censo de 2010 tenía una población de 220 habitantes y una densidad poblacional de 2,36 personas por km².

## Geografía
Sherwood se encuentra ubicado en las coordenadas 44°28′49″N 90°22′32″O / 44.48028, -90.37556. Según la Oficina del Censo de los Estados Unidos, Sherwood tiene una superficie total de 93.16 km², de la cual 92.2 km² corresponden a tierra firme y (1.03%) 0.96 km² es agua.

## Demografía
Según el censo de 2010, había 220 personas residiendo en Sherwood. La densidad de población era de 2,36 hab./km². De los 220 habitantes, Sherwood estaba compuesto por el 98.64% blancos, el 0% eran afroamericanos, el 0% eran amerindios, el 0% eran asiáticos, el 0% eran isleños del Pacífico, el 1.36% eran de otras razas y el 0% pertenecían a dos o más razas. Del total de la población el 1.36% eran hispanos o latinos de cualquier raza.